# Nasi goreng

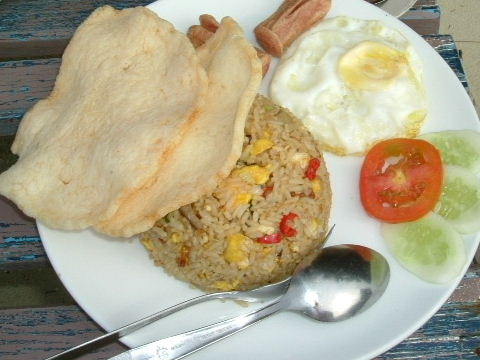
Nasi goreng met ei en kroepoek

Nasi goreng is een gerecht, oorspronkelijk uit de Indonesische keuken. De benaming komt uit het Indonesische en Maleisische taalgebied: "nasi", dat gekookte rijst betekent, en "goreng", dat gebakken betekent. In het Nederlandse taalgebied is de benaming gaan gelden voor alle vormen van gebakken rijst, vaak kortweg aangeduid als 'nasi'.
Nasi goreng wordt in Indonesië gezien als nationaal gerecht. Een internetenquête in 2011 door CNN International onder 35.000 mensen zette nasi goreng op nummer twee in de lijst van "vijftig heerlijkste gerechten ter wereld", na rendang.

## Beschrijving

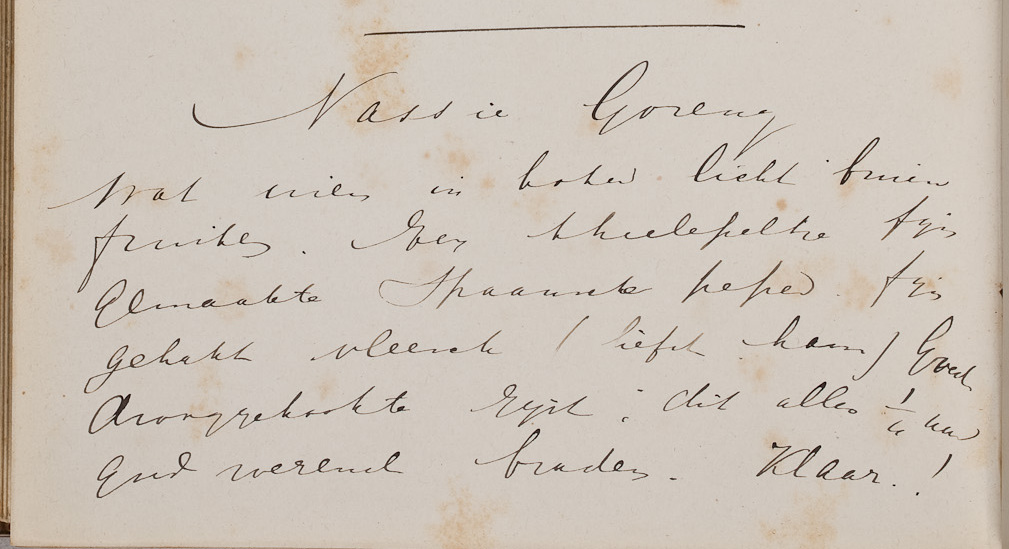
Recept voor nasi ("nassie") goreng in een 19e-eeuws album amicorum (KB Den Haag)

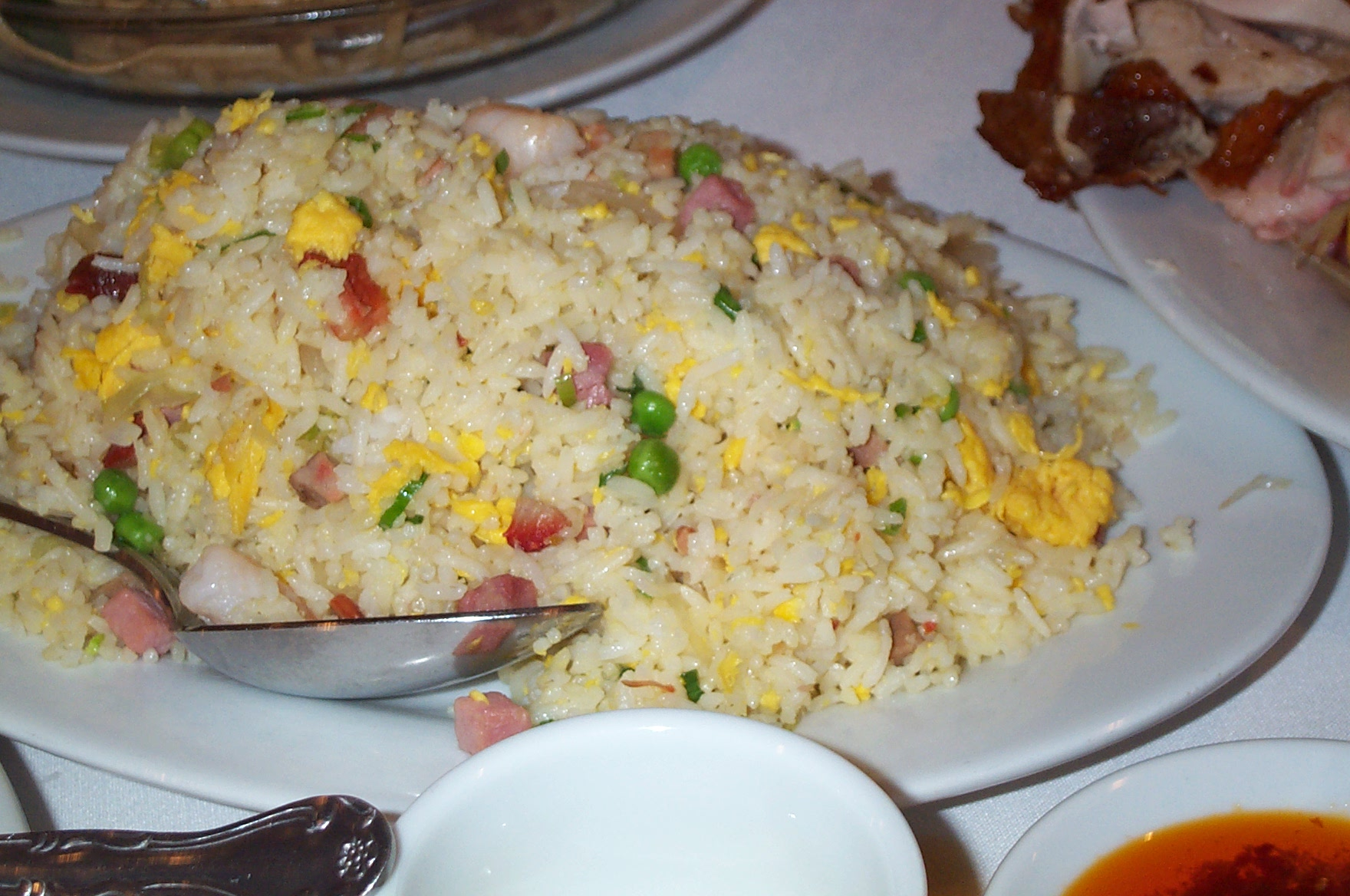
Yeung Chow chao fan

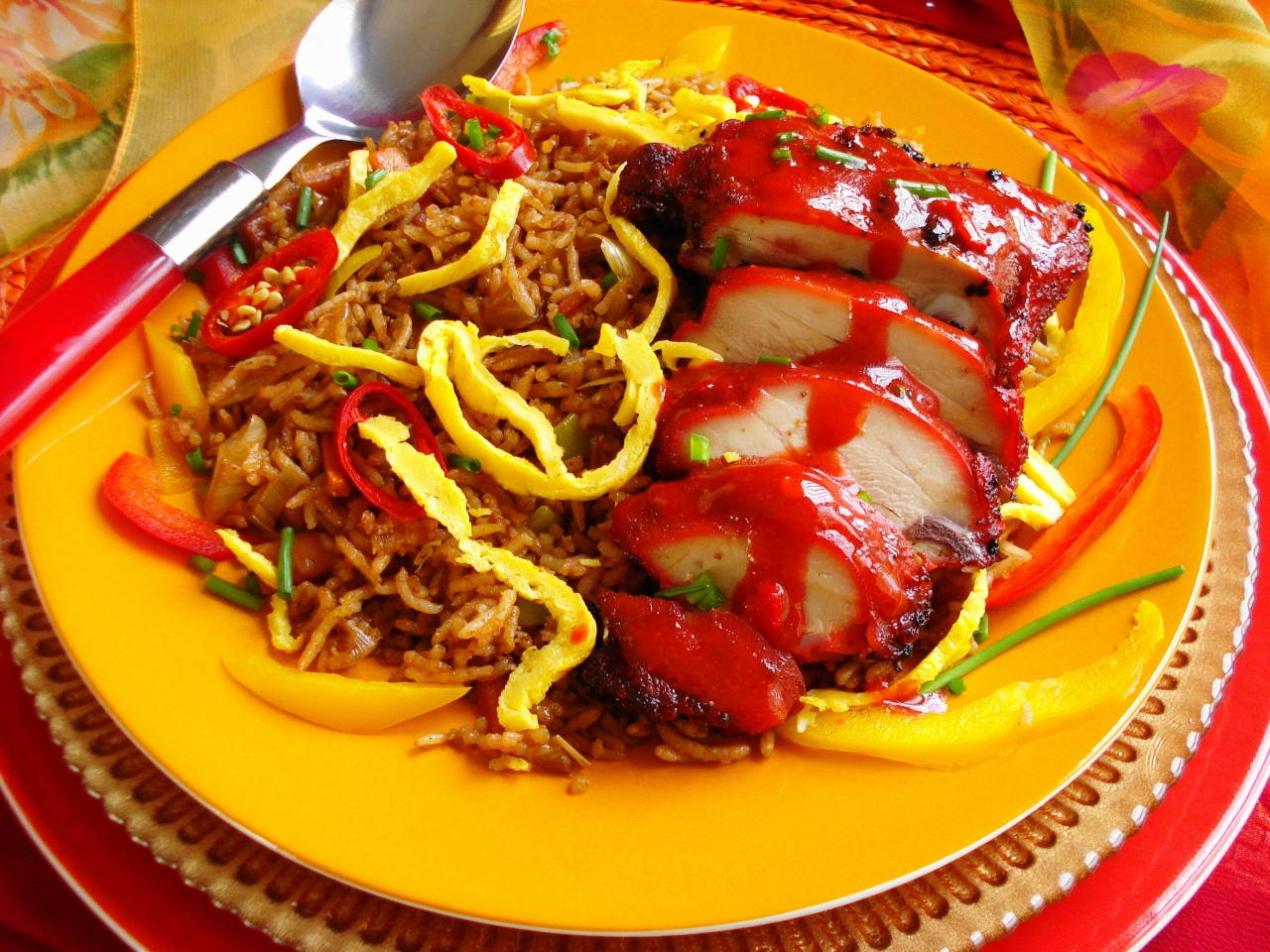
Surinaamse nasi goreng

De basisingrediënten van nasi goreng zijn: afgekoelde gekookte rijst, olie of boter, ketjap of sojasaus. Deze ingrediënten kunnen onder andere aangevuld worden met Spaanse peper, ui en knoflook. Nasi goreng kan geserveerd worden met bawang goreng (gebakken ui), spiegelei, atjar, sambal, kroepoek, saté en pindasaus.
Er bestaan vele vormen van gebakken rijst. Vaak gebruikt men etensrestjes van de vorige dag (onder andere vlees), die men opbakt met koud geworden gekookte rijst. Bij ontbreken van vlees of als aanvulling erop wordt vaak ei toegevoegd. In landen waar men rijst als basisvoedingsmiddel kent, wordt nasi goreng vaak als ontbijt gegeten.
In Nederlands-Indië werd het als hoofdgerecht gegeten door de daar woonachtige Nederlanders. Nadat Nederlandse soldaten er tijdens de politionele acties op Java kennis mee hadden gemaakt, is het in Nederland populair geworden via de Chinees-Indische restaurants waar een Chinese variant van gebakken rijst wordt geserveerd met gebakken ei, een plakje ham en kroepoek.

## Varianten
In iedere nationale of regionale keuken waar men rijst als basisvoedingsmiddel heeft, kan men varianten van gebakken rijst aantreffen.
In Indonesië kent men onder andere:
- nasi goreng ikan asin: met gebakken gezouten vis; een van de bekendste varianten;
- nasi goreng jawa: gekruid met paprikapoeder;
- nasi goreng kambing: met geitenvlees;
- nasi goreng pete: met petehbonen;
- nasi goreng putih: gemaakt met sojasaus (in plaats van ketjap);
- nasi goreng Arab: Indonesische creatie met Arabische kruiden;
- nasi goreng Jepang: met Japanse rijst, maar volgens Indonesisch recept.

Een van de Kantonese varianten van gebakken rijst is "Yeung Chow chao fan" (letterlijk: gebakken rijst uit Yangzhou), in Nederland ook wel Hongkong rijst of Kantonese nasi genoemd. Het bestaat uit gebakken rijst waarin, onder andere, cha siew, doperwten en bosui is verwerkt. Het wordt traditioneel als afsluiter van een officieel Kantonees diner gegeten. Uit beleefdheid hoort men het, bij een officieel diner althans, niet of nauwelijks te eten. Doet men dat wel, dan geeft men daarmee aan dat het voorafgaande onvoldoende was.
Nasi goreng is door de emigratie van Javanen naar Suriname ook daar een bekend gerecht. De smaak van Surinaamse nasi goreng is mede beïnvloed door de andere Surinaamse bevolkingsgroepen, zoals Hindoestanen, Creolen en Hakka-Chinezen, en maakt daardoor gebruik van een andere samenstelling van kruiden en specerijen. Het gerecht wordt soms geserveerd met Surinaamse vleesgerechten zoals moksie metie en met bijgerechten zoals gebakken banaan en zuurgoed.

## In de populaire cultuur
- In 1969 stond het nummer De Chinees doet veel meer met vlees, gezongen door het duo De Butlers, vier weken in de Nederlandse Top 40. Het refrein luidde: "Nasi goreng, bami, saté, neem ook nog een loempia mee. Eet je maar rond, het is ook zo gezond. Ja, de Chinees doet veel meer met vlees".[3]
- In 1972 was het nummer Nassibal een kleine hit. Het nummer werd geschreven door Peter Koelewijn en uitgevoerd door Bart Jansen, een pseudoniem van Polle Eduard.[4] De nasibal (later nasischijf) was in die tijd populair in snackbars en automatieken.
- In 1977 bracht zangeres Wieteke van Dort het lied Geef mij maar nasi goreng uit. Het refrein luidde: "Geef mij maar nasi goreng met een gebakken ei, wat sambal en wat kroepoek en een goed glas bier erbij" (2x).[5]

## Trivia
- Er worden wel eens woordspelingen gemaakt op de naam van het gerecht, zoals 'nazi Göring'.[6] Dat bizarre bijna-homoniem werd ook in de Duitse pers opgemerkt.[7]